# Sérgio Guerra
Sérgio Severino Estelita Guerra (Recife, 9 novembre 1947 – San Paolo, 6 marzo 2014) è stato un politico ed economista brasiliano.

## Biografia
Proveniva da una famiglia di politici: suo padre, Pio Guerra, e uno dei suoi fratelli, José Carlos Guerra, erano stati anche deputati federali dell'Assemblea Legislativa dello Stato di Pernambuco.
Laureato in economia all'Università Cattolica, ha partecipato al movimento studentesco. Aveva due figli e due figlie ed era il genero del ceramista Francisco Brennand. Ha lavorato presso la Fondazione Joaquim Nabuco e nel settore privato. Era anche un allevatore di cavalli da corsa. È morto il 6 marzo 2014 a causa di un cancro ai polmoni.

## Politica
È entrato a far parte del PMDB nel 1981 ed è stato eletto deputato dello stato l'anno successivo. Nel 1985 è entrato a far parte del PDT e l'anno successivo è stato rieletto al suo incarico. Nel 1989 è entrato a far parte del PSB e ha ricoperto le cariche di segretario di stato per l'Industria, il commercio e il turismo e la scienza e la tecnologia sotto il governo di Miguel Arraes. Ha ottenuto la carica di deputato federale alle urne nel 1990, essendo rieletto nel 1994 e nel 1998.
Ha ripreso la carica di Segretario all'Industria e al Commercio tra il 1997 e il 1998, nell'ultimo mandato di Miguel Arraes.
Nel 1999 ha lasciato il PSB ed è entrato a far parte del PSDB, dove è rimasto da allora. Ha partecipato al primo governo Jarbas Vasconcelos a Pernambuco, occupando la Segreteria Straordinaria. Guerra si è candidato senatore nel 2002 per il PSDB di Pernambuco. Era il 2° classificato in quella controversia, eletto con 1.675.779 voti (26,9% di quelli validi) - eletto insieme a Marco Maciel (PFL), il 1° classificato. Nelle elezioni del 2006 è stato il coordinatore nazionale della campagna presidenziale di Geraldo Alckmin.
Nel 2010 è stato il sesto candidato più votato alla carica di deputato federale a Pernambuco. È stato eletto con 167.117 voti (3,79% dei voti validi).

## Leader del partito
Il 23 novembre 2007 Sérgio è stato eletto presidente del PSDB, sostituendo Tasso Jereissati, carica che ha ricoperto fino al 18 maggio 2013, quando è stato eletto il senatore Aécio Neves.
Ha coordinato le ultime due campagne presidenziali per Tucanos, con Geraldo Alckmin, nel 2006, e José Serra, nel 2010.
Nel 2012, Guerra ha implementato un processo di ristrutturazione del partito. Il PSDB ha iniziato a investire maggiormente nell'uso dei social network, come Facebook e Twitter, e ha anche aumentato il dialogo con diversi settori della società, come donne, giovani e membri del sindacato.
Un'altra proposta idealizzata da Sérgio come presidente del PSDB è l'adozione di elezioni preliminari per scegliere i candidati di maggioranza, quando 2 o più membri si rendono disponibili per la carica.

## Carriera

### Deputato statale
Durante il suo incarico come vice di stato nella Assemblea legislativa di Pernambuco, Sérgio è stato presidente di due commissioni - Difesa dell'Ambiente, tra il 1986 e il 1987, e la zona di siccità e le imprese municipali, tra il 1989 e il 1990.

### Senatore
Tra gli altri risultati, Sérgio è stato l'autore del disegno di legge 240/2005, che ha istituito il Fondo di sostegno al biodiesel. Il membro del Congresso ha inoltre proposto la regolamentazione dell'attività di pubblicità commerciale sotto forma di media stranieri.
Sérgio è entrato a far parte dei CPI di Banestado, Apagão Aéreo, ONG, Petrobras, Ambulances e Correios. È stato membro del Consiglio di etica e decoro parlamentare.
E, durante il suo mandato al Senato, ha partecipato in qualità di titolare delle seguenti commissioni: Commissione per gli affari economici, Commissione mista per il controllo delle attività di intelligence, Commissione per la costituzione, la giustizia e la cittadinanza, la Commissione per la scienza, la tecnologia, l'innovazione, la comunicazione e l'informatica, Commissione Sviluppo Regionale e Turismo, Commissione Istruzione, Cultura e Sport, Commissione Servizi Infrastrutture, Commissione Mista Piani, Bilanci Pubblici e Ispezione, Consiglio dell'Ordine del Congresso Nazionale, Commissione Agricoltura e Riforma Agraria.

### Deputato federale
Nel suo quarto mandato alla Camera, Sérgio è stato membro delle commissioni Relazioni Estere e Difesa Nazionale, della Rappresentanza brasiliana al Parlamento del Mercosur e del dibattito sul PL3555 / 04, che prevede nuove normative per il settore assicurativo.